# Copa Nicasio Vila 1925
La Copa Nicasio Vila 1925 fue la decimonovena edición del campeonato de primera división de la Liga Rosarina de Fútbol. 
Participaron quince equipos, y el campeón fue Tiro Federal,  lo que le dio el derecho de disputar la Copa Dr. Carlos Ibarguren, ante el campeón de la liga oficial de Buenos Aires, el Club Atlético Huracán.

## Tabla de posiciones final
| Pos | Equipo                  | Pts | PJ | G  | E | P  | GF | GC  | Dif |
| --- | ----------------------- | --- | -- | -- | - | -- | -- | --- | --- |
| 1º  | Tiro Federal            | 50  | 28 | 24 | 2 | 2  | 81 | 17  | 64  |
| 2º  | Newell's Old Boys       | 48  | 28 | 22 | 4 | 2  | 83 | 29  | 54  |
| 3º  | Rosario Central         | 42  | 28 | 19 | 4 | 5  | 82 | 34  | 48  |
| 4º  | Belgrano                | 39  | 25 | 18 | 3 | 4  | 52 | 33  | 19  |
| 5º  | Nacional                | 33  | 28 | 13 | 7 | 8  | 54 | 30  | 24  |
| 6º  | Sparta                  | 27  | 28 | 10 | 7 | 11 | 44 | 42  | 2   |
| 7º  | Estudiantes             | 27  | 28 | 10 | 7 | 11 | 48 | 46  | 2   |
| 8º  | Calzada                 | 27  | 28 | 11 | 5 | 12 | 53 | 62  | -9  |
| 9º  | Central Córdoba         | 26  | 28 | 10 | 6 | 12 | 54 | 54  | 0   |
| 10º | Atlantic Sportsmen      | 26  | 28 | 10 | 6 | 12 | 41 | 50  | -9  |
| 11º | Talleres                | 22  | 28 | 9  | 4 | 15 | 31 | 46  | -15 |
| 12º | Rosario Puerto Belgrano | 16  | 28 | 7  | 2 | 19 | 33 | 58  | -25 |
| 13º | Riberas del Paraná      | 14  | 28 | 4  | 6 | 18 | 28 | 79  | -51 |
| 14º | Alberdi New Boys        | 12  | 28 | 4  | 4 | 20 | 21 | 61  | -40 |
| 15º | Provincial              | 11  | 28 | 4  | 3 | 21 | 30 | 104 | -74 |